# Johanneskirche (Berlin-Schlachtensee)

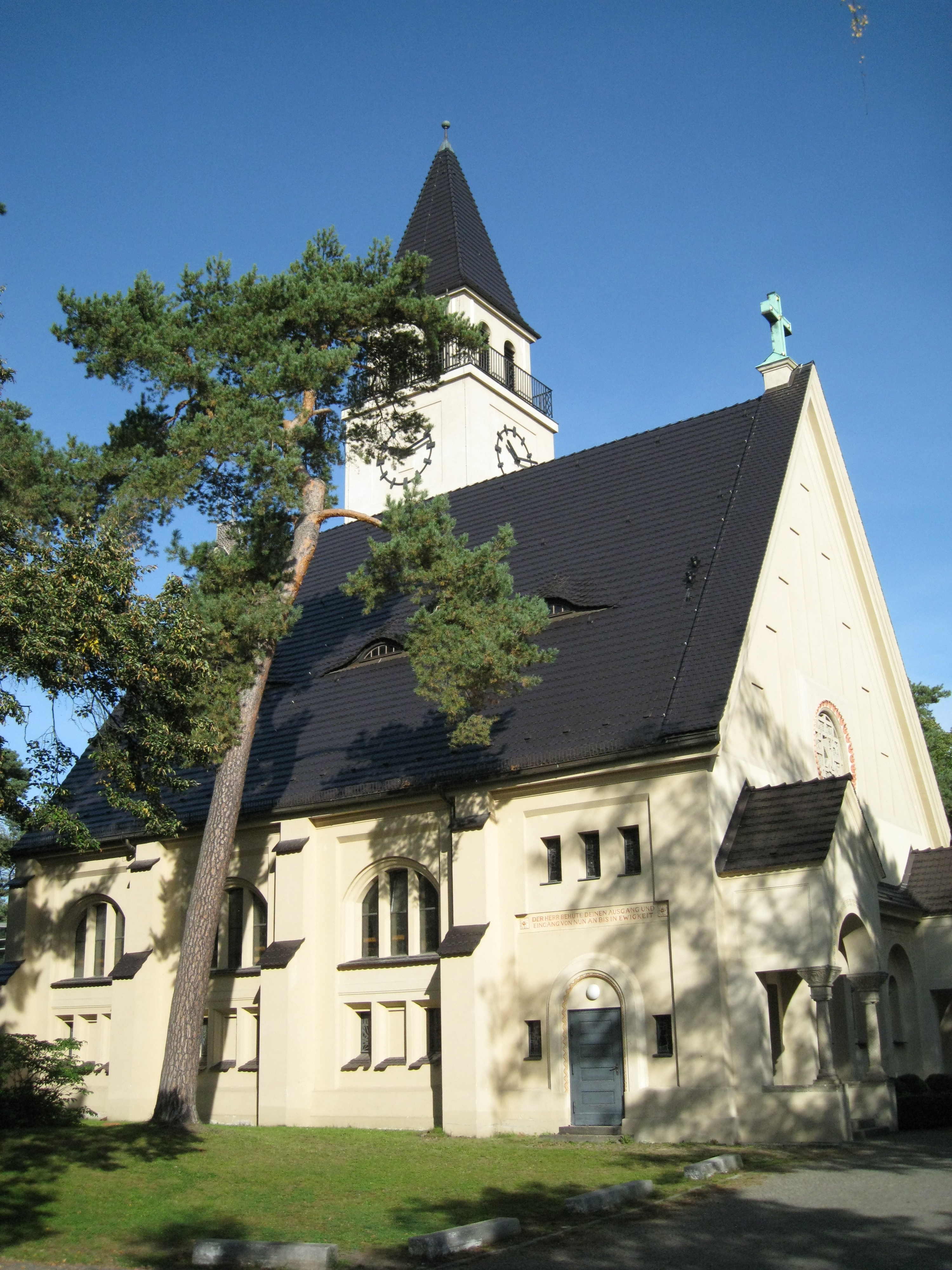
Johanneskirche Schlachtensee

Die Johanneskirche ist ein denkmalgeschütztes evangelisches Gotteshaus in der Matterhornstraße 37–39 im  Berliner Ortsteil Schlachtensee.
Das sich mit dem Gemeindehaus und Pfarrhaus um den Turm als Mittelpunkt gruppierende asymmetrische Gebäudeensemble wurde nach einem Entwurf des Regierungsbaumeisters Georg Büttner errichtet. Am 25. Juni 1910 wurde der Grundstein gelegt, am 22. September 1912 wurde das vereinigte Gemeindezentrum St. Johannes eingeweiht. Wohl wurden neuromanische Elemente verwendet, doch klingt im Baustil bereits die beginnende Moderne an.

## Geschichte

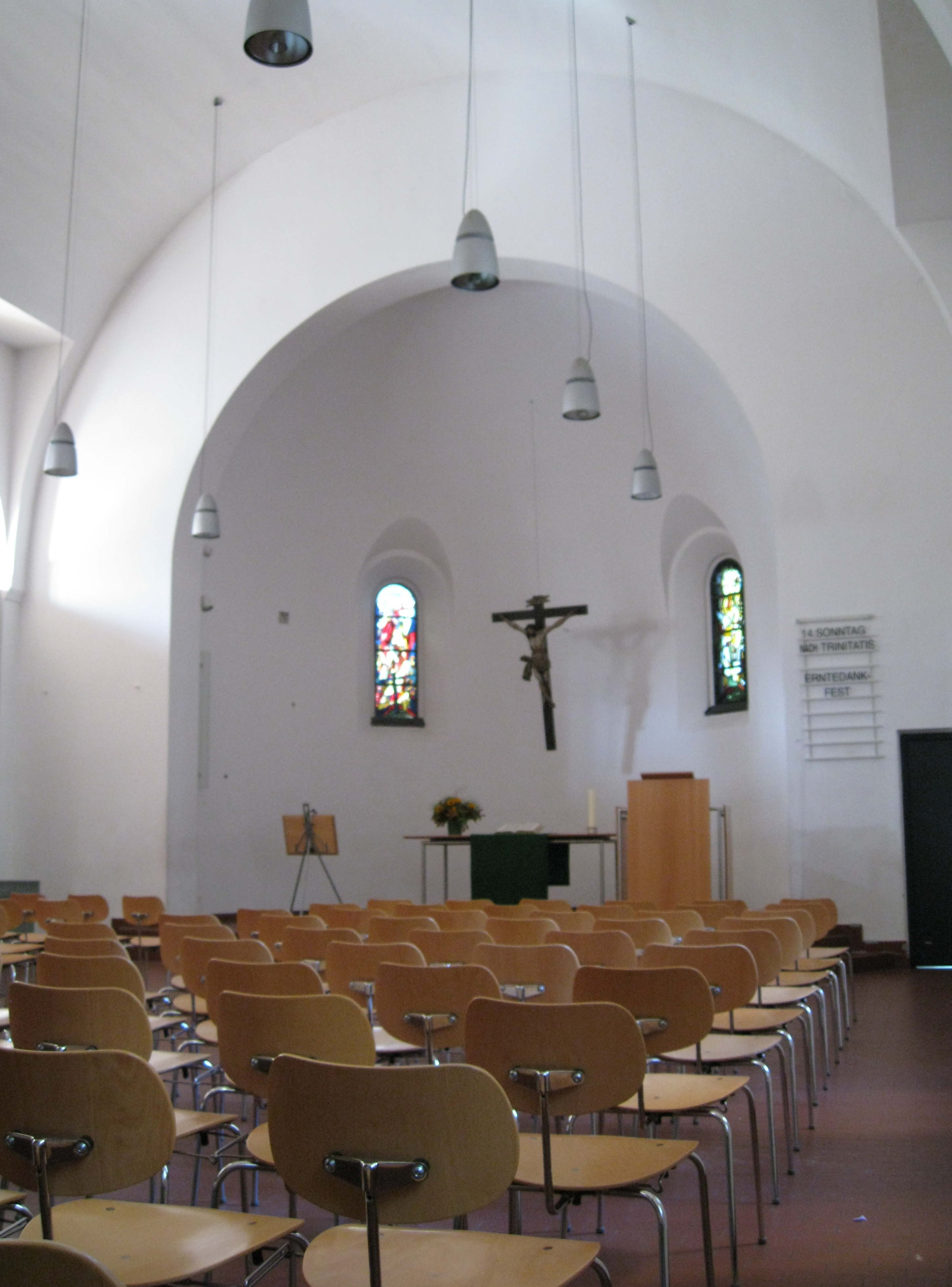
Apsis Johanneskirche Schlachtensee

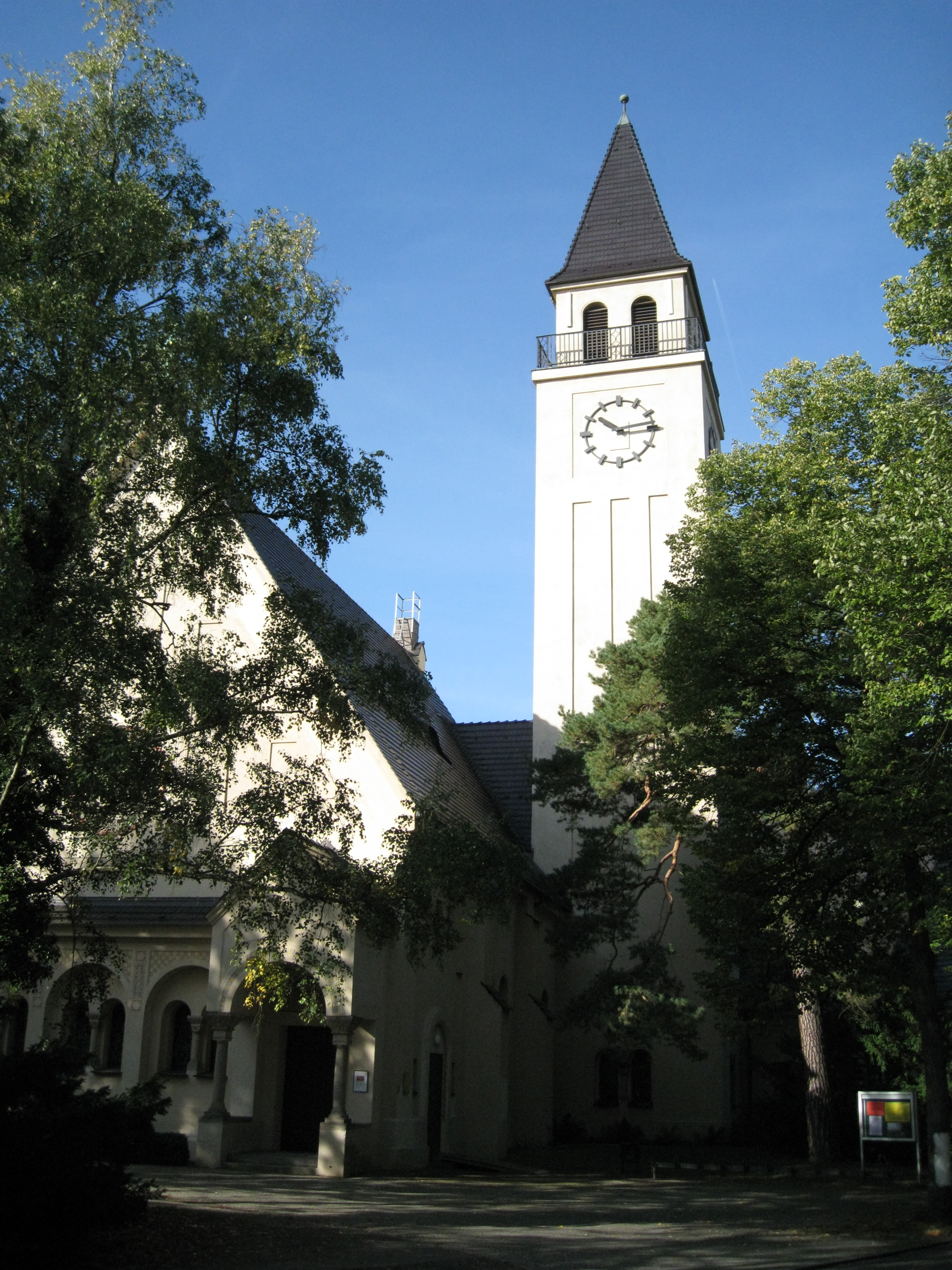
Campanile Johanneskirche Schlachtensee

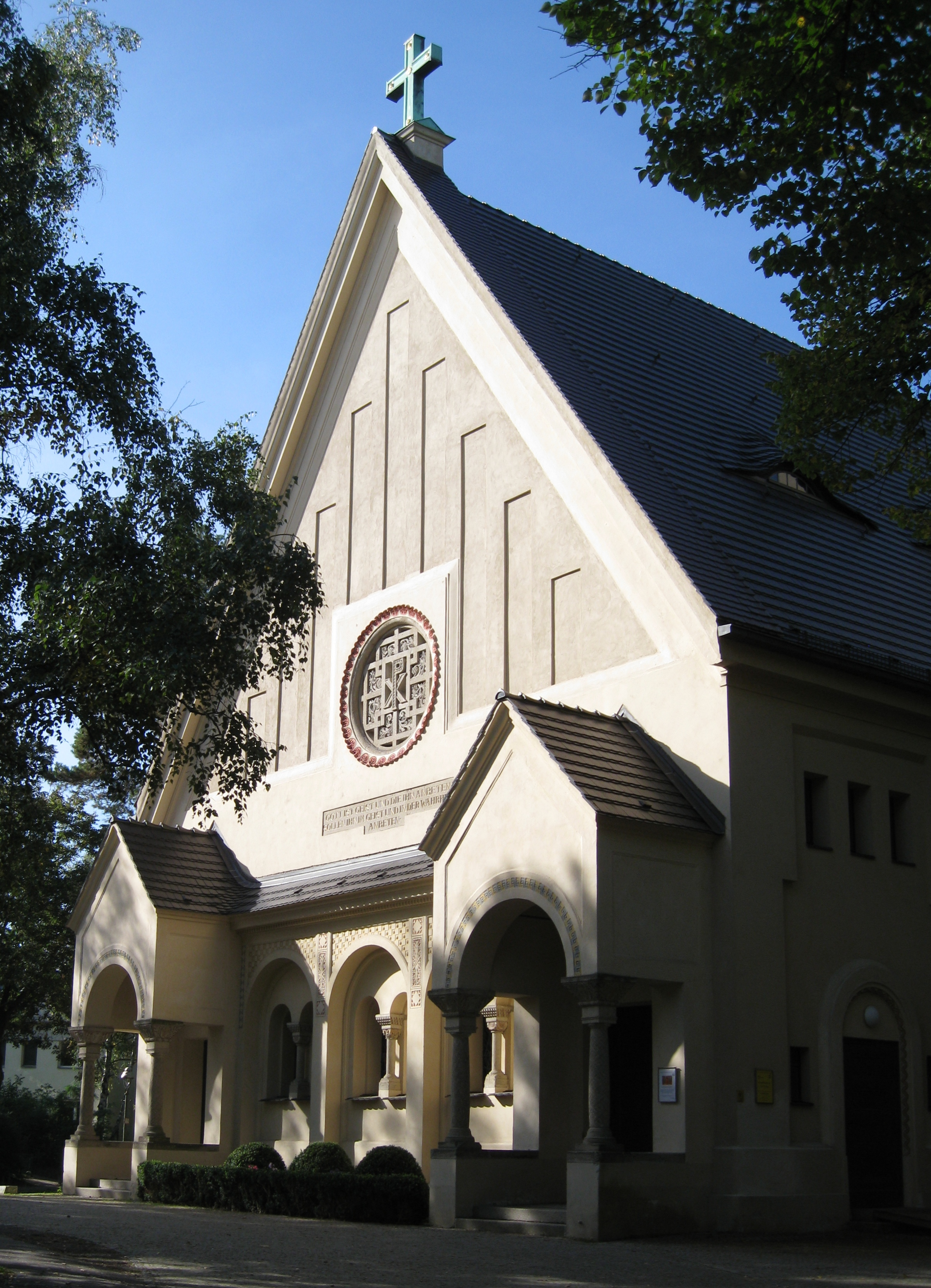
Portale Johanneskirche Schlachtensee

Die zur Gemeinde Zehlendorf gehörige Villenkolonie Schlachtensee entstand um die Wende vom 19. zum 20. Jahrhundert als moderne Vorortsiedlung des wohlhabenden Bürgertums der aufstrebenden Reichshauptstadt. Der Bau der Wannseebahn führte zu einer starken Bautätigkeit mit entsprechendem Wachstum der Bevölkerung. Die alte Dorfkirche Zehlendorf und auch die 1905 errichtete Paulus-Kirche reichten für die wachsende Zehlendorfer Gemeinde nicht mehr aus. In Schlachtensee wurde zwar ein eigener Pfarrbezirk gebildet, aber erst am 1. April 1949 wurde die Kirchengemeinde Zehlendorf geteilt und Schlachtensee eine selbstständige Kirchengemeinde. Versammlungsort für diesen Pfarrbezirk war zunächst eine Schulbaracke in der Eitel-Fritz-Straße. 1909 begann Büttner mit den Planungen zum Bau einer nach dem Evangelisten Johannes benannten Kirche mit 250 Sitzplätzen. Im Jahr 1910 bildete sich ein Kirchenbauverein, der für die Ausstattung des neuen Gotteshauses Geld sammelte. Der Kostenvoranschlag für das Gemeindezentrum aus Kirche, Konfirmandensaal und Pfarrhaus belief sich auf 144.000 Mark (kaufkraftbereinigt in heutiger Währung: rund 1.018.000 Euro), davon 80.000 Mark für die Kirche. Für das Baugrundstück steuerte die Kommune die Hälfte der Kosten bei.
Gegen Ende des Zweiten Weltkriegs wurden das Kirchendach und die Fenster beschädigt. In den folgenden Jahren wurden Orgel, Innenausstattung und Bemalung durch eindringende Feuchtigkeit stark in Mitleidenschaft gezogen. Im Jahr 1957 wurde die Kirche restauriert und umgebaut, zwischen 1998 und 2000 wiederum von Grund auf saniert.

## Baubeschreibung

### Außengestaltung
Die Kirche, ein verputzter Mauerwerksbau, besteht aus einem zweischiffigen Langhaus über vier Fensterachsen mit hohem Satteldach und einer halbrunden Apsis an der Westseite des Mittelschiffs. Die Seitenfassaden sind außen durch Strebepfeiler zwischen den Fenstern gegliedert. Seitlich daneben, der Nordfassade vorgelagert, steht der quadratische, in seiner Form an einen italienischen Campanile erinnernden Turm, an dem der Konfirmandensaal und an diesem wiederum das Pfarrhaus angebaut sind. Der Front der rechteckigen Saalkirche sind zwei Rundbogen-Portale vorgelagert, zwischen ihnen drei Fenstergruppen, darüber der mit Rechteckblenden verzierte Giebel und einer Rosette. Der fensterlose Turmschaft wird unterhalb der Uhr ebenfalls durch schlanke Rechteckblenden gegliedert. Auf der Plattform des Turmes erhebt sich ein eingezogenes Glockengeschoss mit Rundbogen-Arkaden und steilem Pyramidendach. Der Zwischenbau, der vom Turm zum Pfarrhaus überleitet, hat ebenfalls ein Rundbogen-Portal.
Beim Umbau 1998–2000 wurden im Außenbereich Schmuck- und Gestaltungselemente restauriert und in ihren ursprünglichen Farbfassungen wiederhergestellt. Der alte Zwischenbau des Gemeindehauses wurde abgerissen und durch eine moderne Glasarchitektur ersetzt. Alle Gemeinderäume befinden sich nun in unmittelbarer Nachbarschaft zur Kirche, sodass sich das Gemeindeleben um die Kirche herum konzentriert, so wie es schon um die Wende vom 19. zum 20. Jahrhundert von den Erbauern geplant war.

### Innenausstattung

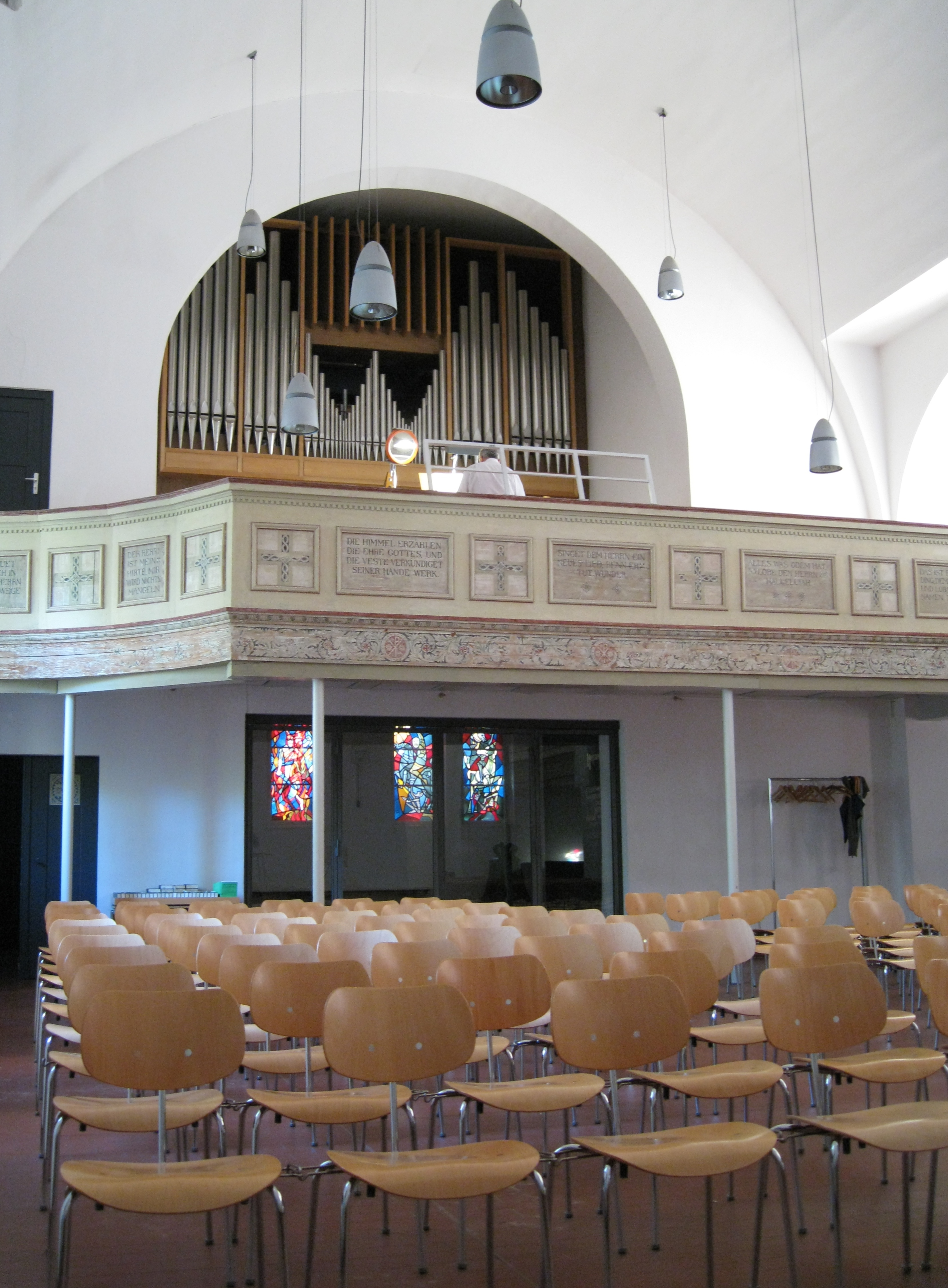
Orgel Johanneskirche Schlachtensee

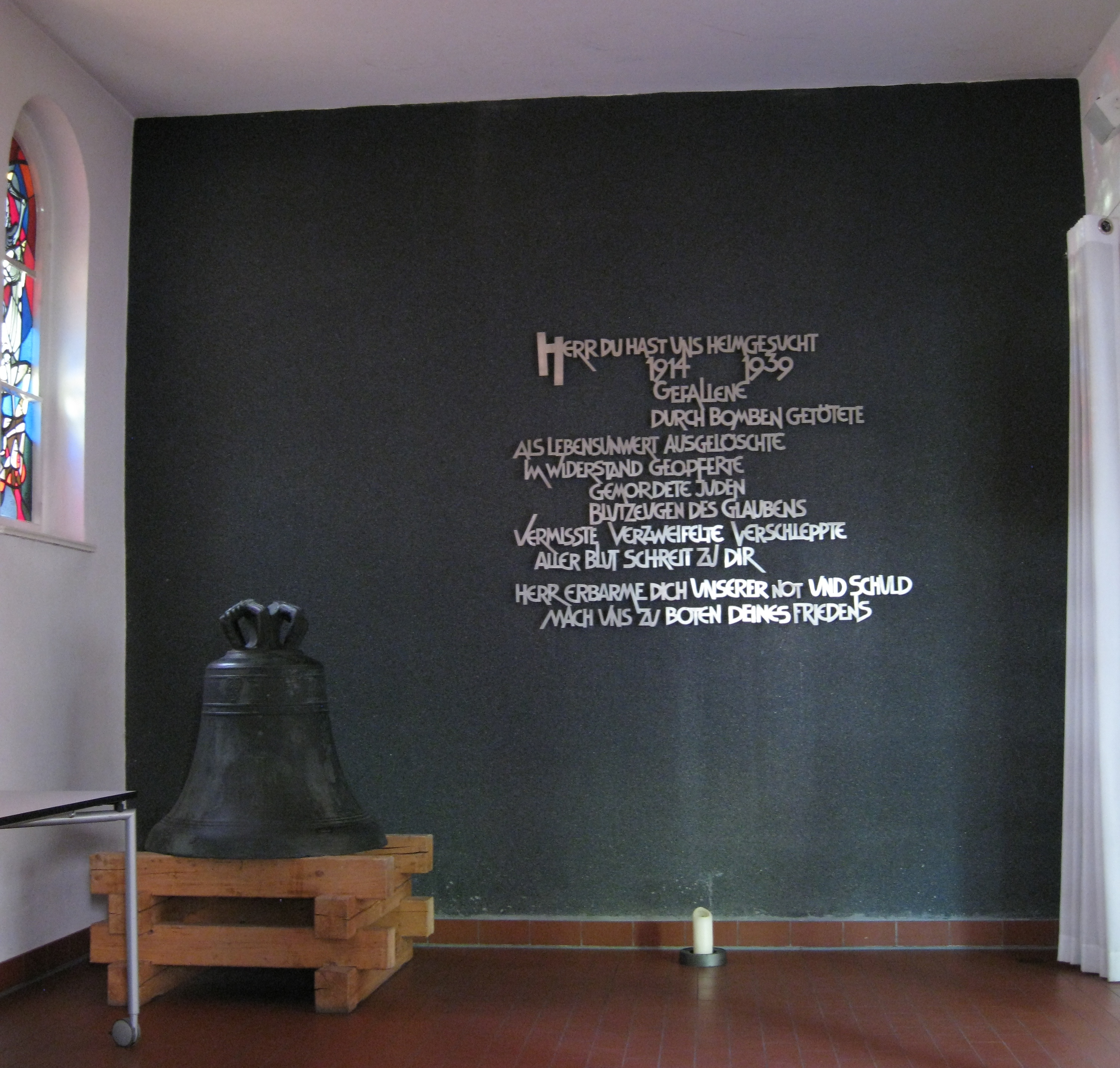
Mahnmal Johanneskirche Schlachtensee

Die Apsis der rechteckigen, tonnengewölbten Saalkirche ist vom Kirchenschiff durch einen Gurtbogen getrennt. Das Seitenschiff auf der Südseite hat eine Empore erhalten, über einem bemalten Fries ist die Brüstung mit Texten aus Psalmen versehen.
Im Jahr 1957 wurde der Innenraum der Kirche neu gestaltet. Die ursprüngliche Taufkapelle im Erdgeschoss des Turms wurde in den Kirchsaal einbezogen. Die historisierenden Elemente aus der Entstehungszeit der Kirche wurden entfernt und die innere Ausstattung vereinfacht. Das freitragende Kruzifix aus der zweiten Hälfte des 16. Jahrhunderts blieb mit seinem Korpus in alter Fassung erhalten. 1960 wurde im Vorraum ein Mahnmal anstelle der traditionellen Gefallenengedenktafeln und 1966 die Schuke-Orgel eingeweiht.
Bei der Sanierung 1998–2000 wurden im Innenraum Mahnmal und Turm durch Glastüren abgetrennt. Der Vorraum mit dem Mahnmal wurde dadurch zu einer eigenständigen Kapelle. Anstatt der Bänke gibt es nun Stühle. Kanzel und Altar wurden erneuert.

### Glocken
Das Geläut der Kirche wurde 1958 gestiftet. Es besteht aus drei Bronzeglocken, die die Glockengießerei Bachert 1956 hergestellt hat.
| Glocke | Schlagton | Gewicht (kg) | Durchmesser (cm) | Höhe (cm) | Inschrift                                           |
| ------ | --------- | ------------ | ---------------- | --------- | --------------------------------------------------- |
| 1.     | a′        | 484          | 91               | 77        | VON GOTT DEM VATER UND VON DEM HERRN JESUS CHRISTUS |
| 2.     | c″        | 284          | 78               | 67        | BARMHERZIGKEIT                                      |
| 3.     | d″        | 222          | 69               | 60        | FRIEDE                                              |

Die Vorgängerglocken waren jeweils in beiden Weltkriegen eingeschmolzen worden. Das Geläut ist auf die Glocken der benachbarten katholischen Kirche Zu den Zwölf Aposteln abgestimmt. Die älteste, aus dem frühen 13. Jahrhundert stammende Glocke Berlins, die Vaterunser-Glocke, wurde der Johanneskirche 1912 von der Mutterkirche, der Pauluskirche in Zehlendorf, geschenkt und ist seit 1987 im Mahnmalraum der Kirche aufgestellt. Sie wiegt 320 Kilogramm, hat einen Durchmesser von 83 und eine Höhe von 68 Zentimetern, besteht aus Bronze und klingt auf den Schlagton c′.